# Handballclub Fivers Margareten
L'Handballclub Fivers Margareten è una squadra di pallamano maschile austriaca con sede a Vienna.

È stata fondata nel 1919.

## Palmarès

### Trofei nazionali
- Campionato austriaco: 3
  - 2010-11, 2015-16, 2017-18
- ÖHB-Cup: 8
  - 1998-99, 2008-09, 2011-12, 2012-13, 2014-15, 2015-16, 2016-17, 2020-21
- ÖHB-Supercup: 4
  - 2013, 2014, 2015, 2020